# Chie Ayado
Chie Ayado (jap. 綾戸 智恵 bzw. als Künstlername 綾戸 智絵, beides Ayado Chie; * 10. September 1957 in Ōsaka) ist eine japanische Jazzsängerin und -Pianistin.

## Leben
Ayado arbeitet seit den 1990er-Jahren mit eigenen Bands, mit denen sie eine Reihe von Alben für die japanischen Label Sound Factory und East Works einspielte. Dabei arbeitete sie u. a. auch mit Junior Mance und Calvin Hill zusammen.

## Diskografie
| Studioalben - For All We Know, 1998 - Your Songs, 1998 - Life, 1999 - Friends, 1999 - Love, 2000 - Everybody Everywhere, 2000 - Natural, 2000 - My Life, 2002, mit Yasuhiko Satō - To You, 2003 - Shine, 2003 - Time, 2004 - Seven, 2004 - Maido (まいど), 2006, Independent-Veröffentlichung - Fifty, 2007 - Good Life, 2009 - My Way, 2010, mit Nobuo Hara - Only You, 2010, mit Junior Mance - Prayer, 2011 - Wonderful World, 2012 - Forever Young, 2013 | Kompilationen - Best, 2002 - Best II, 2005 - Ballads – 10th anniversary best album, 2007 - Tea for Two, 2009 - Chain of Life – Kizuna (Chain of Life 〜絆〜), 2013 Livealben - Live!, 2001 - Live!*II, 2001 - Live!*III, 2002 - Live!*IV, 2003 - Live! the Best, 2008 - Live!*X, 2009 - Chie Ayado meets Junior Mance Trio, 2010 |